# Cumul annuel jusqu'à ce jour
Pour les articles homonymes, voir AAJ et YTD.
Le cumul annuel jusqu'à ce jour ou plus simplement année à ce jour (AAJ) (en anglais, year-to-date ou YTD) est un terme utilisé en finance et en comptabilité pour définir la période qui s'étend du début de l'année en cours jusqu'au jour présent, exclu.
Le début de l'année correspond généralement au 1er janvier, mais peut aussi bien commencer à une autre date, en fonction du contexte : année calendaire, année fiscale (qui, par exemple, débute le 1er octobre aux États-Unis).

## Source
- « cumul annuel jusqu'à ce jour », Grand Dictionnaire terminologique, Office québécois de la langue française (consulté le 16 décembre 2017)